# Ragenold de Roucy
Ragenold, también Renaud de Roucy y Renaud de Rheims (francés: Renaud; en latín: Reginoldus Rociensis; también citado como Reginold, Ragenald o Rainold, m. 10 de mayo de 963). Primer conde palatino de Roucy y Rheims fue un caudillo vikingo que participó en las expediciones a Francia y se asentó en el reino del rey Lotario, construyendo una fortaleza en Roucy entre 947 y 953. Flodoardo de Reims le menciona en sus crónicas, tras el triunfo del arzobispo Artold como Ragenaldus comes et Dodo frater ipsius. Apoyó al rey Lotario en su guerra de Aquitania en 955. Murió el 10 de mayo de 963 y fue enterrado en la Basílica de Saint-Remi.

## Herencia
Casó con Alberada, hija de Gerberga de Sajonia y Gilberto de Lotaringia, y de esa relación nacieron cuatro hijos:
- Ermentruda de Roucy, que fue consorte de dos nobles: Aubry II de Mâcon, conde de Mâcon y de Otón-Guillermo de Borgoña el Cautivo, conde de Mâcon y de Nevers, duque de Borgoña;
- Gilberto de Roucy, conde de Roucy y Vizconde de Rheims;
- Brunon de Roucy, obispo de Langres;
- Gerberga (Gilberte) de Roucy, consorte de Fromond II de Sens, conde de Sens.